# Butch Lee
Alfred A. "Butch" Lee Porter (Santurce, 5 de diciembre de 1956) es un exjugador y entrenador de baloncesto puertorriqueño que jugó dos temporadas en la NBA, además de hacerlo en la Liga de Puerto Rico. Con 1,83 metros de altura, lo hacía en la posición de base. Es el primer puertorriqueño en ganar un campeonato de la NBA y el primer puertorriqueño y latinoamericano en jugar en la NBA.

## Trayectoria deportiva

### Universidad
Jugó cuatro temporadas con los Golden Eagles de la Universidad Marquette, en las que promedió 15,1 puntos y 3,3 rebotes por partido. En 1977 fue pieza clave para la victoria en la Final de la NCAA de su equipo ante North Carolina por 67-59, jugando los 40 minutos del partido y anotando 19 puntos. Fue elegido Mejor Jugador del Torneo de la NCAA.
Al año siguiente, tras promediar 17,7 puntos, 4,9 asistencias y 3,1 rebotes por partido, consiguió la mayoría de los más importantes galardones que se otorgan en Estados Unidos al mejor jugador universitario de la temporada, incluidos el Naismith Award, el Premio Adolph Rupp y el Associated Press College Basketball Player of the Year entre otros. Además, en 1977 fue incluido en el segundo quinteto del All-American y en 1978 en el primero.

### Selección nacional
Participó con la selección de baloncesto de Puerto Rico en los Juegos Olímpicos de Montreal 1976, en los que estuvieron a punto de dar la sorpresa al perder por tan solo un punto contra la selección de Estados Unidos, anotando 35 puntos en aquel partido. Finalmente ocuparían la novena posición del campeonato.

### Profesional
Fue elegido en la décima posición del Draft de la NBA de 1978 por Atlanta Hawks, con los que jugó 49 partidos antes de ser traspasado a Cleveland Cavaliers junto con una futura primera ronda del draft (Derek Harper) a cambio de Terry Furlow. En los Cavs jugó sus mejores partidos como profesional, promediando hasta final de temporada 11,5 puntos y 3,8 asistencias.
Pero al término de la temporada, y mientras se encontraba haciendo ejercicio en el suelo de su habitación, Lee se rompió el cartílago de la rodilla derecha, jugando tan solo 3 partidos de la temporada 1979-80. Al poco tempod el comienzo de la siguiente campaña fue traspasado a Los Angeles Lakers junto con una primera ronda del draft del 82 (James Worthy) a cambio de Don Ford. Apenas fue alineado en 11 partidos de temporada regular y en 3 de playoffs, pero le sirvieron para recibir el anillo de campeón de la NBA, tras derrotar a Philadelphia 76ers en la final.
Tras pasar casi cuatro años inactivo, regresó a su país en 1983, donde jugaría durante 7 temporadas más en diferentes equipos de la BSN, ganando el campeonato con el Atléticos de San Germán en 1985.

### Entrenador
Comenzó su carrera de entrenador en los Capitanes de Arecibo en 1991, llevando al equipo al subcampeonato. Posteriormente dirigió dos temporadas a los Gigantes de Carolina, y fue entrenador de los Cangrejeros de Santurce.

## Estadísticas de su carrera en la NBA

### Temporada regular
| Temporada | Edad | Equipo     | Liga | P  | TIT | MIN  | TC  | TCA | %TC  | 3P  | 3PA | %3P | TL  | TLA | %TL  | R.OF. | R.DEF. | REB | ASIS | ROB | TAP | PER | FP  | PTS  |
| 1978-79   | 22   | TOTAL      | NBA  | 82 |     | 21.7 | 3.5 | 7.7 | .457 |     |     |     | 2.1 | 2.8 | .761 | 0.4   | 1.1    | 1.5 | 3.6  | 1.0 | 0.0 | 1.9 | 1.8 | 9.2  |
| 1978-79   | 22   | Atlanta    | NBA  | 49 |     | 20.3 | 2.9 | 6.4 | .460 |     |     |     | 1.8 | 2.4 | .752 | 0.2   | 1.0    | 1.2 | 3.4  | 1.1 | 0.0 | 2.0 | 1.8 | 7.7  |
| 1978-79   | 22   | Cleveland  | NBA  | 33 |     | 23.7 | 4.4 | 9.7 | .455 |     |     |     | 2.6 | 3.4 | .770 | 0.7   | 1.4    | 2.0 | 3.8  | 0.9 | 0.0 | 1.8 | 1.8 | 11.5 |
| 1979-80   | 23   | TOTAL      | NBA  | 14 |     | 3.9  | 0.4 | 1.7 | .250 | 0.0 | 0.0 |     | 0.4 | 0.6 | .750 | 0.5   | 0.3    | 0.8 | 0.9  | 0.1 | 0.0 | 0.7 | 0.1 | 1.3  |
| 1979-80   | 23   | Cleveland  | NBA  | 3  |     | 8.0  | 0.7 | 3.7 | .182 | 0.0 | 0.0 |     | 0.0 | 0.3 | .000 | 1.0   | 0.0    | 1.0 | 1.0  | 0.0 | 0.0 | 1.0 | 0.0 | 1.3  |
| 1979-80   | 23   | L.A.Lakers | NBA  | 11 |     | 2.8  | 0.4 | 1.2 | .308 | 0.0 | 0.0 |     | 0.5 | 0.6 | .857 | 0.4   | 0.4    | 0.7 | 0.8  | 0.1 | 0.0 | 0.6 | 0.2 | 1.3  |
| Total     |      |            | NBA  | 96 |     | 19.1 | 3.1 | 6.9 | .450 | 0.0 | 0.0 |     | 1.9 | 2.5 | .761 | 0.4   | 1.0    | 1.4 | 3.2  | 0.9 | 0.0 | 1.7 | 1.5 | 8.1  |

### Playoffs
| Temporada | Edad | Equipo     | Liga | P | MIN | TCA | TC | 3PA | 3P | TLA | TL | R.OF. | REB | ASIS | ROB | TAP | PER | FP | PTS | %TC | %3P | %FT   | MIN | PTS | REB | AST |
| 1979-80   | 23   | L.A.Lakers | NBA  | 3 | 6   | 0   | 0  | 0   | 0  | 2   | 2  | 0     | 1   | 0    | 0   | 0   | 3   | 2  | 2   |     |     | 1.000 | 2.0 | 0.7 | 0.3 | 0.0 |
| Total     |      |            | NBA  | 3 | 6   | 0   | 0  | 0   | 0  | 2   | 2  | 0     | 1   | 0    | 0   | 0   | 3   | 2  | 2   |     |     | 1.000 | 2.0 | 0.7 | 0.3 | 0.0 |